# قانون توقف سرقت آنلاین
قانون توقف سرقت آنلاین (به انگلیسی: Stop Online Piracy Act) یا SOPA طرحی است که در ۲۶ اکتبر ۲۰۱۱ توسط لامار اسمیت، رئیس کمیسیون حقوقی به مجلس نمایندگان ایالات متحده آمریکا ارائه شده‌است. بر اساس این طرح تمام سایت‌هایی که به هر نحو محتوای دارای حق تألیف را بدون اجازه انتشار دهند مسدود شده و همهٔ شرکت‌ها و سرویس‌های آنلاین حتی ارائه دهندگان خدمات اینترنتی هم اجازه ارائه خدمات به این وبگاه‌ها را ندارند.

## مفاد قانون
این قانون به وزارت دادگستری ایالات متحده اجازه می‌دهد که نسبت به وبگاه‌هایی خارج از حدود اختیارات ایالات متحده، که نسبت به نقض قانون حق تألیف اقدام کرده‌اند، حکم صادر کند. به دنبال صدور حکم کلیه شرکت‌های ارائه دهنده خدمات اینترنتی و شرکت‌های تبلیغاتی می‌بایست قراردادهای خود را با این‌گونه وبگاه‌ها به حالت تعلیق درآورده و از ارائه خدمات به آن‌ها جلوگیری کنند.

## تأثیر قانون سوپا روی آزادی بیان آنلاین

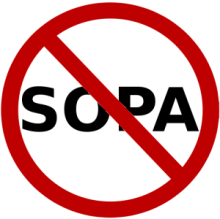
علامت توقف سرقت آنلاین

«جری بریتو» در روزنامهٔ تایمز نوشت:"تصور کنید که بریتانیای کبیر لیست سیاهی از تمامی روزنامه‌های آمریکایی که طبق قانون دادگاه، حریم خصوصی سوپر استارها را نقض کرده‌است تهیه کند. یا فرانسه، سایت‌های آمریکایی که بنا بنظرش شامل سخنان تنفرآمیز هستند رو ببندد. در این صورت دموکراسی به خطر می‌افتد. اگر دولت آمریکا قانون سوپا و پیپا را اجرا کند، پس باید منتظر باشد تا دولت‌های دیگر نیز این قانون را اجرا کنند.
«لارنس اچ ترایب»، پروفسور دانشگاه هاروارد، نامه‌ای آزاد در اینترنت منتشر کرد مبنی بر اینکه قانون سوپا، بازبودن و تبادل اطلاعات مجانی در قلب وب را تضعیف می‌کند و متمم اول قانون اساسی ایالات متحده آمریکا را نقض می‌کند.
«پول آلمیدا»، عضو فدراسیون کار و کنگره سازمان‌های صنعتی آمریکا، به نفع قانون سوپا صحبت کرد. او اعتقاد دارد که سوپا ربطی به آزادی بیان ندارد زیرا آزادی بیان مترادف بی‌قانونی در اینترنت نیست. همچنین اعتقاد دارد هیچ تناقضی بین حفاظت از اینترنت آزاد و حفاظت از مالکیت معنوی وجود ندارد. محافظت از مالکیت معنوی با سانسور کردن مترادف نیست و متمم اول قانون اساسی ایالات متحده آمریکا از دزدی حمایت نمی‌کند.

### کشورهای استبدادی
طبق بنیاد الکترونیک مرزی، پراکسی سرور، همانند چیزی که در کشورهای عربی استفاده می‌شود، می‌تواند قانون کپی رایت را نقض کند بنابراین طبق سوپا، غیرقانونی محسوب می‌شود.
«جان پالفری»، دستیار کارگردان مرکز اینترنت و جامعهٔ برکمن، مخالفتش را با استفاده از تحقیقاتش به نفع سوپا اعلام کرده‌است. او اعلام کرد: سوپا بسیاری از ابزارهای دی ان اس را غیرقانونی اعلام می‌کند و این باعث می‌شود که جوامع طرد شده در کشورهای استبدادی با خطر جدی‌تری روبه‌رو شوند. بیشترین سود مالی این ابزارها به جیب دولت آمریکا می‌رود. بنابراین، ضد تولدی محسوب می‌شود اگر دولت آمریکا این ابزار را تولید و به فروش برساند و سپس آن‌ها را غیرقانونی بخواند.
«ماروین آموری» اعلام کرد قانون سوپا امکان دارد سامانهٔ تور را قانونی بخواند. تور که بودجه‌اش توسط امور خارجه آمریکا تأمین می‌شود، باعث می‌شود که اطلاعات مخالفان رژیم‌های سرکوب‌گر محفوظ باقی بماند(آن رژیم‌ها این سامانه را منع می‌کنند). آموری در ادامه می‌افزاید که لامونت، رئیس سابق دادگاه عالی آمریکا، به وضوح مشخص کرد که طبق متمم اول قانون اساسی ایالات متحده آمریکا، آمریکایی‌ها می‌توانند به این چنین اخبار مخالف و سرکوب شدهٔ کشورهای استبدادی دیگر دسترسی داشته باشند و آن اخبار را بخوانند و گوش بدهند حتی اگر آن کشورها، خودشان فاقد آزادی بیان مشابه باشند.(برای مثال تحت قانون اساسی کشورشان یا از طریق پروتکل اختیاری تحت میثاق بین‌المللی حقوق مدنی و سیاسی سازمان ملل متحد).

## موافقان
افرادی که با این قانون موافق هستند، اعتقاد دارند که با استفاده از آن می‌توانند از سرقت مطالب جلوگیری کرده و به این ترتیب از محتواهایی که دارای حق مالکیت هستند، حمایت کنند.

## مخالفان

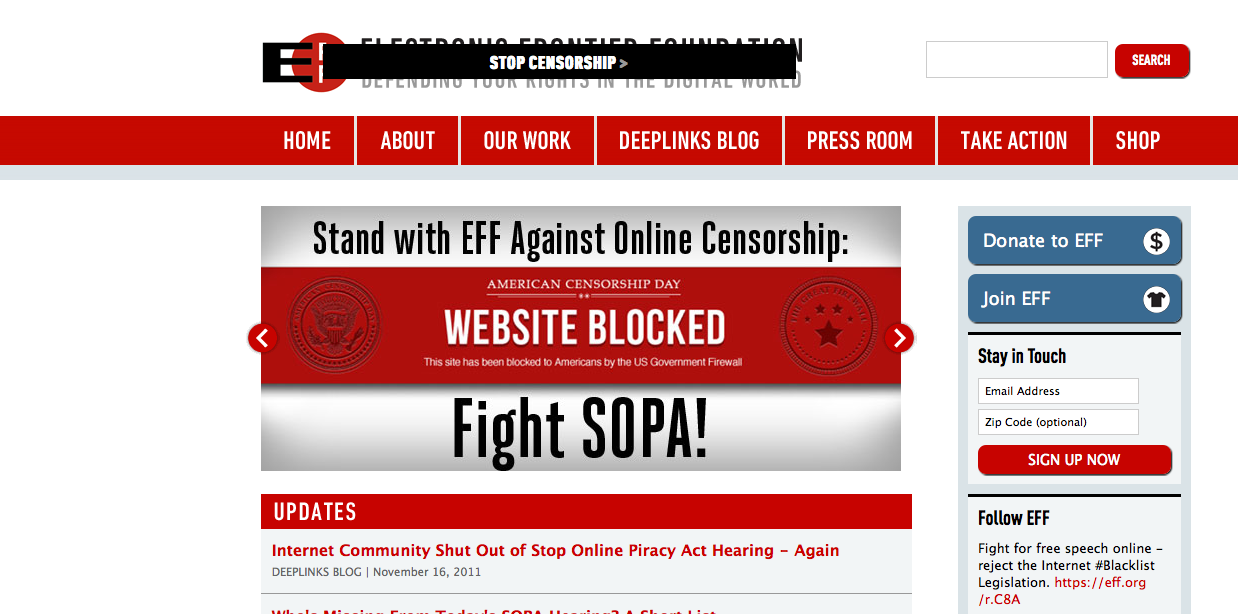
صفحه اول EFF در اعتراض به سوپا

افراد یا سازمان‌هایی مخالف، اعتقاد دارند که این قانون می‌تواند این اختیار را به دولت آمریکا بدهد که به راحتی بر محتوای موجود در وب سانسور را تحمیل کند. به عبارت دیگر در صورتی که این قانون به تصویب برسد این اجازه به دولت آمریکا داده خواهد شد که به آسانی بتواند وب‌سایت‌هایی را که تشخیص می‌دهد باعث نقض حق مالکیت آثار شده‌اند، تعطیل کند.

### شرکت‌ها و سازمان‌ها
از مهم‌ترین شرکت‌های اینترنتی مخالف این طرح می‌توان به موارد زیر اشاره کرد.
- گوگل
- یاهو
- فیس‌بوک
- لینکداین
- توییتر
- موزیلا
- ردایت
- بنیاد ویکی‌مدیا
- ای او ال
- ای‌بی

### اقدامات اعتراضی

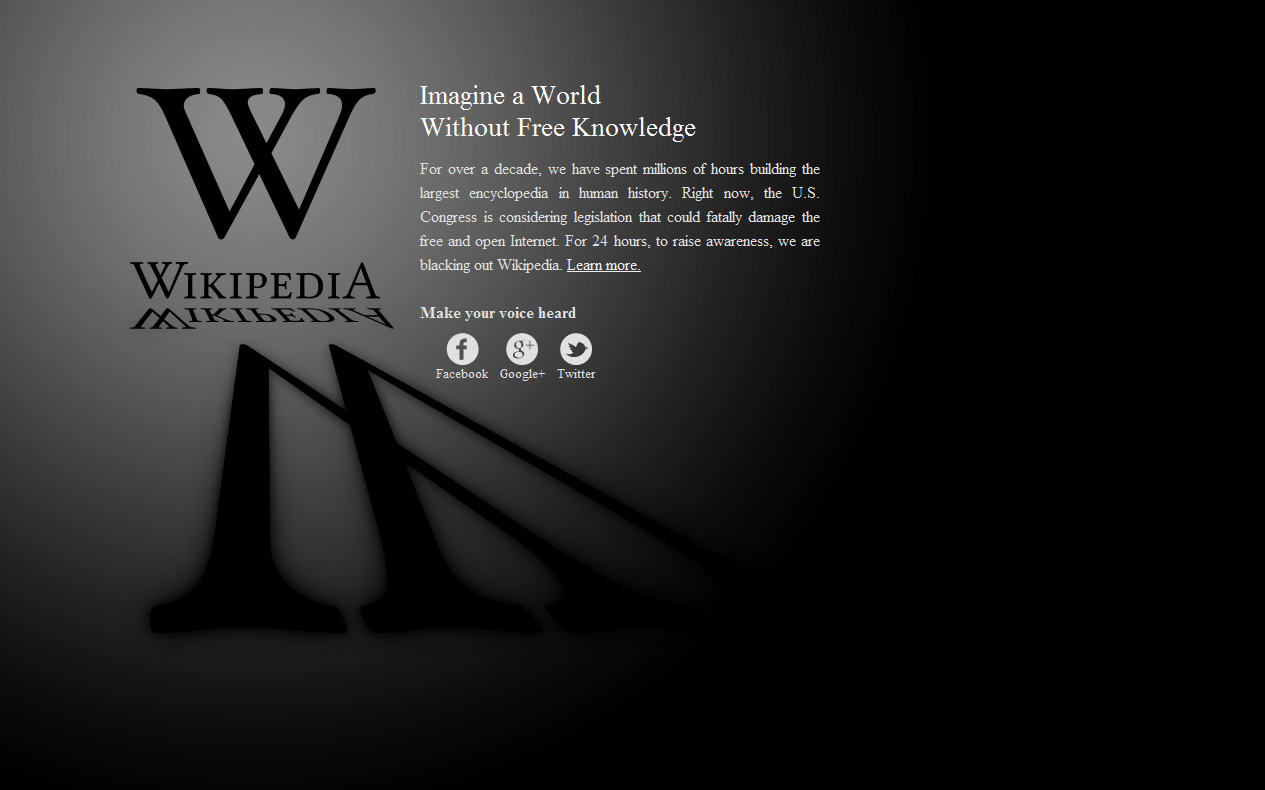
نماگرفت از صفحه سیاه ویکی‌پدیا در تاریخ ۱۸ ژانویه در اعتراض به قانون

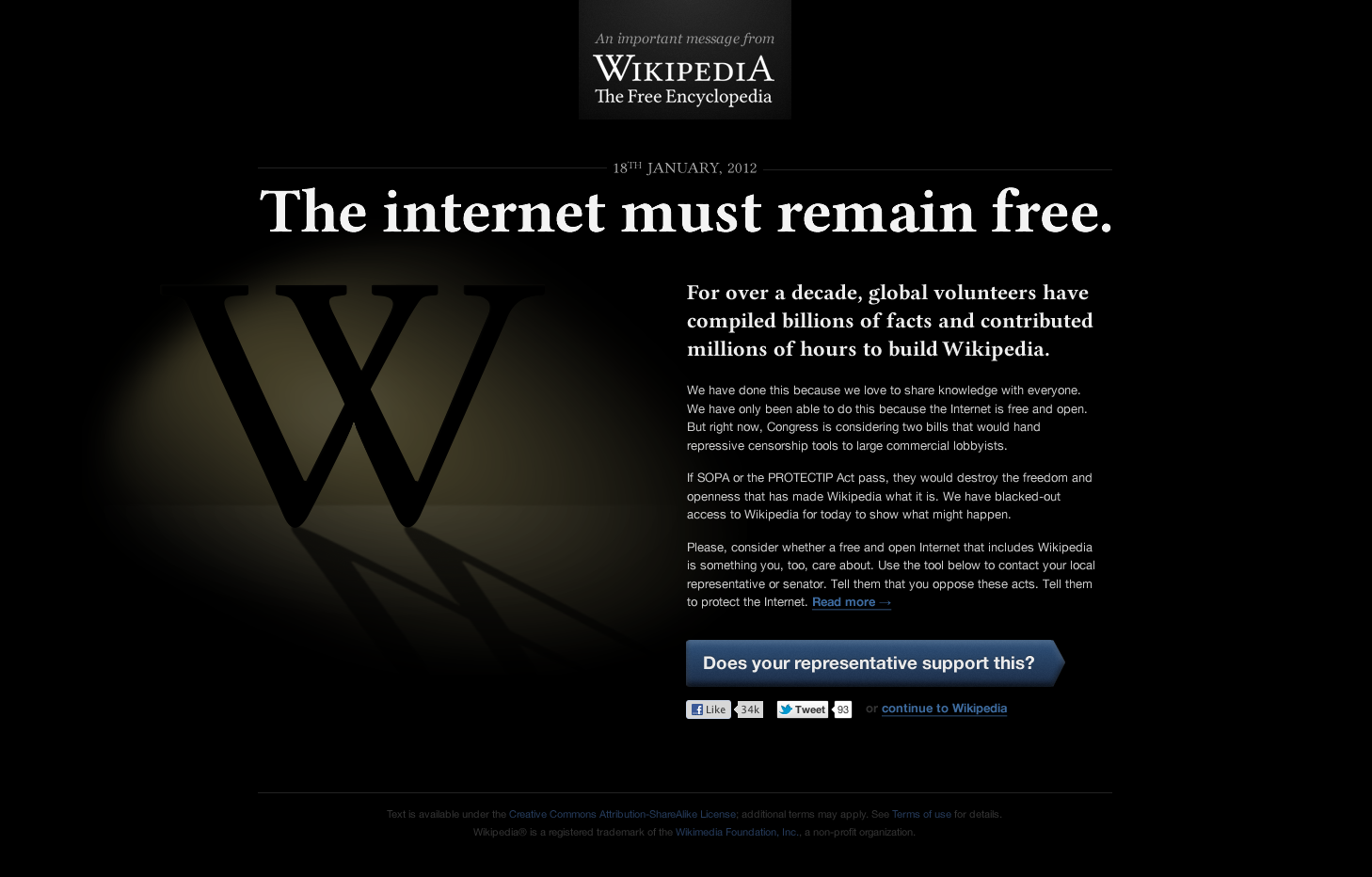
صفحه سیاه ویکی‌پدیا در اعتراض به قانون

- در ۱۶ نوامبر ۲۰۱۱ شرکت‌های تامبلر، موزیلا از شرکت‌هایی بودند که در اقدامی اعتراض‌آمیز تحت عنوان روز سانسور آمریکا بنرهای سیاه را روی لوگوهای خود نصب کردند که رو آن نوشته بود «سانسور را متوقف کنید» [۱۲]
- جیمی ولز بنیانگذار ویکی‌پدیا و رئیس بنیاد ویکی‌مدیا در ماه دسامبر ۲۰۱۱ پیشنهادی را در رابطه به لزوم اعتراض به تصویب این طرح را با ویرایش‌گران ویکی‌پدیا درمیان گذاشت. بر اساس این پیشنهاد با استفاده از تجربه موفق تعطیلی ویکی‌پدیای ایتالیایی در اکتبر ۲۰۱۱ که به دنبال آن منجر به عدم تصویب طرحی در پارلمان آن کشور که منجر به اعمال محدودیت برای ویرایشگران در این دانشنامه بود تصمیم گرفته شد که نسخه انگلیسی دانشنامه ویکی‌پدیا در روز چهارشنبه ۱۸ ژانویه از دسترس عموم خارج شده و به جای همهٔ صفحات آن صفحهٔ سیاهی که نشانه اعتراض به قانون مذکور است نمایش یابد. متن این صفحه سیاه چنین است:«دنیایی را بدون اطلاعات آزاد تصور کنید. بیش از یک دهه است که میلیون‌ها ساعت از وقتمان را صرف ساختن بزرگ‌ترین دانشنامهٔ تاریخ بشریت کرده‌ایم. در حال حاضر کنگره آمریکا قوانینی را در نظر گرفته‌است که می‌تواند صدمات مرگ بار به اطلاعات آزاد و باز اینترنت وارد نماید. برای افزایش آگاهی، ویکی‌پدیا را تا ۲۴ ساعت سیاه کرده‌ایم.»[۱۳]

## جستارهای وابسته

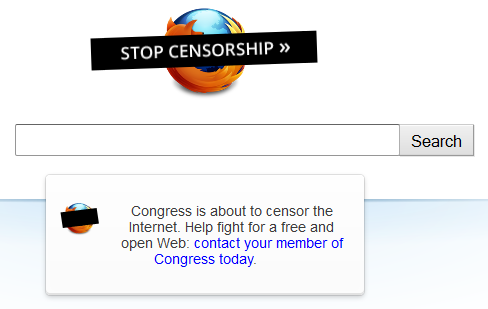
اعتراض موزیلا به SOPA در ۱۶ نوامبر ۲۰۱۱